# 白咲ゆず
白咲 ゆず（しらさき ゆず、1997年12月3日 - ）は、日本のAV女優。ジュエルズプロダクション所属。

## 略歴・人物
埼玉県出身。
趣味はアニメ鑑賞、特技はカラオケ（アニソン）。
2016年8月、秋葉原のメイドカフェ店員の触れ込みでマックス・エー専属女優としてAVデビュー。なお、デビューは親公認とされている。
2019年3月22日、新たに開設したツイッターで所属事務所を辞めたことを報告。4月13日にY'sエンターテイメント所属の「有咲いちか（ありさき いちか）」として今後は活動していくことを報告。カップ数はBからDへと変更された。
2020年3月25日、自身の新しいツイッターで「桃華ゆりあ（とうか ゆりあ）」への改名とC-more ENTERTAINMENTへの移籍を報告。

## 出演作品

### アダルトDVD
「白咲ゆず」名義
2016年
- 新人DEBUT!!（8月25日、マックス・エー）
- 初絶頂にして激イキ!! JKイカセの4本番（9月25日、マックス・エー）
- NTR 本当の恋人 〜寝取られ女子校生物語〜（10月25日、マックス・エー）共演:大倉みゆ、ももき希
- 解禁。 中出し×大量顔射（11月25日、マックス・エー）

2017年
- ひたすら中出し ひたすらシリーズ No.014（1月27日、プレステージ）
- マジックミラー号 清楚な女子大生が初イキ! 初潮吹きでおマ○コふるふる震わせ感じちゃう! 今までになく敏感に仕上がったおマ○コにぬっぽり挿入! in池袋（2月16日、SODクリエイト）※「ゆり」名義　他出演:かおり、まり、あみ、かなえ、ゆか、あやか、さおり、ゆい、まい
- マジックミラーの向こうには愛するフィアンセ! 未来の花嫁とその友達が結婚資金のためにエッチなゲームにチャレンジ! マリッジブルーな未来の花嫁はガチガチ友達チ○ポにフィアンセ忘れて大興奮!!（3月3日、DOC）※「ゆう」名義　他出演:しほ、みよ
- 極太デカバイブ付きおたまでエロくじ引き! 指令クリアで賞金GET!!（3月17日、DOC）※「なつみ」名義　他出演:あき、さき、ひかり、みほ、かな、さゆり、まゆみ、しおり
- ラグジュTV×PRESTIGE SELECTION 24（3月24日、プレステージ）※「岡崎なつめ」名義
- 「大好きな弟に女が!?」 そんな彼女の前でわざと弟とイチャついたり、甘えてみるが私の気持ちに全然気づいてくれない…泣 いっそのこと、あの女に取られるくらいならヤってしまえと布団に潜り込み夜這いをしてみたら…（4月7日、DOC）他出演:北川レイラ、白戸まい
- JKにオナホを渡し「僕のチ○コを思いっきりシゴいて下さい!」 3（4月7日、DOC）※「ゆあ」名義　他出演:ひなの、さおり、ちか、まお、なな、みれい、ゆき、あゆみ
- ディープス女子社員・駒場シェリー監督のプライベートAV 地元の女友達と自宅で2泊3日の密着撮影 「親友のAVデビューを私が撮りました」（=＾・ω・＾=） 友達だからこそ撮れた初めての恥じらい童貞筆おろしSEX（4月19日、ディープス）※「えりか」名義
- 新章・放課後美少女H 人形のような可憐な面持ちの美少女 初めての肉欲濃厚セックスに、翻弄されながらも、愛液を迸らせながら体を開く…。 「なに?この体中を這いまわるゾワゾワっとした感覚…わたし、もう抜け出せないかも…」（4月25日、オーロラプロジェクト・アネックス）
- 完全顔出しガチナンパ! 恥じらい女子大生のヌルヌルま●こでくちゅくちゅ愛液生素股! メガ勃起した遅漏ち●ぽがぬるっと入ってそのまま中出し!（5月12日、S級素人）他出演:美咲あや、楪まりか、あおいれな
- ガチナンパ! 素股までって約束が興奮しちゃった素人女子! 「あっ!?自分で挿れちゃった!」 照れながらもオネダリ腰振りSEX!（5月15日、ピーターズ）他出演:清城ゆき、矢口弘美 ほか
- 120％リアルガチ軟派伝説 vol.48 in 盛岡（5月19日、プレステージ）※「えりか」名義　他出演:あさみ、あいか、えりか、ゆりか、ようこ
- ゆずがエッチなポーズで一生懸命オナニーサポートします!（6月1日、MARRION）
- ラグジュTV×PRESTIGE SELECTION 29（6月9日、プレステージ）※「岡崎なつめ」名義
- 完全寝取られ計画 愛する彼女がカメラの前で… フル勃起寝取られNTR完全計画（6月13日、HERO）
- 接客中に顔を紅潮させながら感じまくるバイト娘 バイト娘&パート妻 合体SP 〜ケータリングカー、ハワイアンレストラン、スーパー、お好み焼き屋〜（6月15日、ナチュラルハイ）他出演:心花ゆら、吹石れな、水元恵梨香
- お母さんのお小遣いが足りない青春女子校生が挑戦! パンティが糸引きヌルヌルま●こ汁まみれになっても拘束イキ我慢! 鬼イカセで赤面ゆでダルマになったJKま●こにぬぷっと挿入! そのまま生中出し!（6月23日、S級素人）他出演:美咲あや、楪まりか、あおいれな
- 女子校生バンギャ乱交ハメ撮り映像（6月23日、青空ソフト）共演:佐々波綾、斉藤みゆ
- ウチの嫁さんが俺の会社の新人君に一撃顔射でメロメロにされて寝取られました…（7月6日、ヒビノ）
- 家出女子校生深夜援●交際（7月7日、Re:Search）※「ゆず」名義　他出演:りこ、みゆ
- 濡れてないのに即挿入懇願!! 『わたしばっかりイってごめんなさい』 エッチを覚えたてでエッチに対して興味津々の年下の幼馴染女子(※ボクをお兄ちゃんと慕っている)が超無防備でスキだらけの格好でボクの家にやってきてはボクのチ○ポを露骨に求めてくる。当然、ボクは小さい頃から知っている妹のような幼馴染とエッチするのは恥ずかしいから全力で嫌がるのだが無防備姿で超密着されたら体は反応してしまいフル勃起! 想像をはるかに上回るボクのデカチンに彼女の我慢は限界!! 濡れてないのに即挿入懇願!!腰を振り始めて今まで見た事が無いセクシーな顔で喘ぎまくり! しまいには「わたしばっかりイってごめんね!」と言っては何度も何度もイキまくり!! 当然、ボクも何度も何度も中に出してしまいました!!（7月19日、Hunter）他出演:月野ゆりあ、今井まい、明海こう、麻里梨夏 ほか
- しろうと愛人 002 麻布デートクラブ所属 現役女子大生ゆずちゃん20歳（7月21日、ONEZ）※「ゆず」名義
- 新放課後美少女回春リフレクソロジー+ Vol.004（8月11日、宇宙企画）
- イクイク♥早漏秘書と排卵日子作り残業 ACT.001（8月11日、REAL）
- オトナ可愛い女子とのSEXが気持ちいい理由（8月13日、S-Cute）他出演:小野寺梨紗、輝月あんり、加藤みゆ紀、明海こう、紗々原ゆり
- 合宿中の女子陸上部の息抜きはボクのチ○ポだけ!! 無職のボクは、毎年夏になると親戚が経営する合宿所を手伝わされる。また汗臭い男の世話か〜と憂鬱になっていると、やって来たのは女子陸上部!今までになかった光景にムラムラ…していたのはボクだけじゃなかった!合宿中、ハードな練習&禁欲集団生活で女子部員達は超欲求不満だった!?イケメンじゃないボクでもやたら誘われ、練習後はアスリート特有の超アグレッシブな性欲で何度も何度もエッチをおねだりしてくるんです!!（8月19日、Hunter）共演:浜崎真緒、七菜原ココ、夏乃ひまわり、今井まい、七海ゆあ
- 1vs1 ノーカット1本勝負SEX 4本番 VOL.003（8月25日、BAZOOKA）他出演:宮崎あや、生駒はるな、星空もあ
- 未来の女子アナ ミスキャンパスを媚薬漬けにしてSEX さらに親友に電話させ呼び出し、その友達も薬漬けにしてSEX 2（8月25日、S級素人）主演:河南実里
- 素人女子大生限定! パンティ素股でカチカチち●ぽがアソコに擦れて赤面発情! 生で擦り合わせて、結局つるんっと入って生中出し!! AV OPEN編（9月1日、S級素人）他出演:小野寺梨紗、苑田あゆり、河南実里、関根奈美、愛瀬美希、香苗レノン ほか　※AV OPEN 2017 素人部門エントリー作品
- 突然超かわいい義理の妹ができた!しかも妹が通う学校に転入したら周りは女子だらけで男子はクラスでボク1人だった! 親が再婚して突然ボクに同学年のかわいい義理の妹が出来た!新居の都合上、ボクは義理の妹が通う学校に転入することになった。しかもその転入先の学校は元女子校で男はボク1人しかいない。正直ちやほやされると浮かれて行った転入初日、そんな淡い期待は打ち砕かれた!転入数日前にオナニーを義妹に見られてしまったボクはオナニーのオカズはもちろんのことチ○ポの大きさまで転入初日にバラされていたのです。クラス全員に!おかげで夢と希望に満ち溢れた学園生活はすぐに終わった…。と思ったら義妹がボクのチ○ポの大きさまでバラしたことで事態は好転!女子たちはデカチン勃起を見てみたいと、あの手この手で勃起させようとしてきたのです!あまりの興奮にボクは触られただけですぐに発射してしまう超敏感早漏チ○ポ!だけど、すぐにムクムクと膨れ上がり何度も発射できる絶倫チ○ポに何度も興奮しまくりの女子!気がついたら女子に何度も中出しをしまくりでした。（9月1日、Hunter）共演:涼海みさ、白桃心奈、宮崎あや、今井まい、七菜原ココ、若菜奈央 ほか　※AV OPEN 2017 企画部門エントリー作品
- イマドキの清楚な美人って、実は淫らで敏感（9月1日、S-Cute）他出演:星咲伶美、道重咲、桜木エリナ、唯川希
- ヤリマンが1人いるだけで全体のセックスのハードルが一気に下がる説は本当だった! サークル合宿で泊まった温泉旅館で夜、なかなか寝付けないメンバーが集まって部屋飲みしていたら普段はまじめなメンバーなのに、その中にヤリマンが1人いるだけで到底できるとは思わなかったまじめな女子たちとエッチなゲームで盛り上がり、最後は乱交までできちゃいました。（9月19日、お夜食カンパニー）他出演:佐々木ひな、明海こう、加藤ツバキ ほか
- 学園祭JKマッサージ盗撮（9月22日、MAGIC）他出演:夏川ひまり、小雪かずさ、花園日和
- 有名私立大学ヤリサー投稿映像 媚薬キメパコ生中出しSEX 上京女子大生 VOL.001（9月22日、S級素人）他出演:涼海みさ、内川桂帆、夏乃ひまわり
- 超絶倫痴女姉妹!! 一度挿入したら最後、数年振りに再会した従姉妹はコンドームを箱ごと使い切っても性欲が収まらず生チ○ポをおかわりして生搾り中出しを強要してくる変態女になっていた!!（9月22日、OFFICE K'S）共演:さくらみゆき　他出演:山本千紘、橋下まこ、菅原恵麻
- 女子校生の乳首いじめ（9月22日、OFFICE K'S）他出演:宮沢ゆかり、山本千紘
- フライングゲット 何もしらなかったAVアイドル達のデビュー前面接蔵出しお宝映像集（9月25日、マックス・エー）他出演:春宮すず、大倉みゆ、ももき希、秋吉花音、有花もえ、菅野紗世、美空杏、神田るな、河井美香
- 愛おしい彼女と、いつもより大胆で興奮しちゃうエッチ。（10月13日、S-Cute）他出演:篠宮玲奈、大島美緒、川村まや、美咲あや、星咲伶美
- ガチイキ未経験のヤリマン幼馴染の初イキ開発専用機になったボク!? 可愛くて学校でモテモテのヤリマン幼馴染!だけど男にイカされた事がない!?早く初イキを味わいたくて、冴えない童貞のボクを練習台に指名してきたのですが… 恋愛感情ゼロのエッチサポート役は屈辱過ぎる!! だけど幼馴染の体を触っていくたびにツボが分かってきたボクは、彼女にとって一番のテクニシャンに!?何度も簡単にイカセられるほど開発に成功してしまい、気付けばボクのチ○ポじゃないとイカないほど虜にさせてしまいました!!（10月19日、Hunter）他出演:咲坂花恋、星空もあ、夢野りんか ほか
- 働く新卒社会人と性交。 VOL.001（10月27日、BAZOOKA）他出演:夏乃ひまわり、二ノ宮リホ ほか
- 人妻出張整体師を自宅に連れ込んで…（12月7日、F&A）他出演:菅野真弓、櫻井菜々子

2018年
- 小柄な美少女のエッチな生態（1月1日、S-Cute）他出演:生田みく、宮沢すず、一色さゆり、水樹くるみ、ななせ麻衣
- 妻の友人が我が家で喰い込み仮装パーティを始めました!!（1月11日、F&A）共演:速美もな、大杜若羽
- 生中出しヤリマンギャルビッチ Vol.002（1月12日、BAZOOKA）他出演:河北はるな、うさぎ美優、蓮海まりな
- 【キメパコ動画】生意気だけど鬼カワ白ギャルに媚薬を飲ませたら鬼ドスケベでゴム無しOKのサセ神様になりましたwww（1月19日、チキチキカマー）
- 無防備パンチラに勃起していたらまさかの神展開!? 足湯!学校!玄関!階段!ロッカールーム!カワイイのにちょっとドジっ子な女の子が無防備にパンチラしまくり!何度も何度もパンチラを見てしまったボクは堪らずフル勃起!それに気付いた女の子は嫌がるどころか勃起チ●ポを見つめながら「私のせいで…勃っちゃったの…?」と勃起チ●ポに手を伸ばしてきたんです…!（3月7日、ゴールデンタイム）他出演:玉木くるみ、はるかみらい ほか
- 神待ち中の家出女子。酒と媚薬でキメセク、イキ過ぎて反応薄くなったので、さらに拘束して連続中出ししてみた。（3月9日、REAL）
- ボクの事を昔イジメていたヤンキー娘が美人妻になって健全なマッサージ店で性的サービスをしている情報を入手、それをネタに復讐ついでに中出しまでした件。 13（5月1日、変態紳士倶楽部）他出演:山井すず、吉川あいみ
- 五●田にある美人揃いで有名なイメクラに盗撮メガネをかけて潜入。手コキだけのお店のはずなのにフェラやパイズリまでしてもらえた理由 5（5月1日、変態紳士倶楽部）他出演:君島みお、佐々波綾、尾上若葉、ゆうか凛、山井すず、上原志織、祈里きすみ、吉川あいみ、美谷朱里、二宮和香、城石真希、水嶋アリス ほか
- こっそり姉の部屋を物色していたら彼氏を連れて帰ってきた姉 出るに出られずクローゼットに隠れていたら、決して見てはいけない姉のフェラを見てしまった妹は発情!それに気づいた彼氏は… 2（7月10日、ブリット）※「りさ」名義　共演まお　他出演:みずき、ゆき
- 「ちょっと!閉めてください!?」 浴室の扉を開けたら生着替え中のピチピチ女子に遭遇して思わず…（8月10日、ブリット）他出演:市橋えりな、篠崎みお、梨杏なつ
- 妖魔ハンター（9月14日、GIGA）
- AV女優 裸コレクション 第八弾（10月12日、V&R PRODUCE）他出演:君島みお、佐々波綾、美谷朱里、天野美優、清城ゆき、南梨央奈、向井藍、碧しの、皆野あい、明里ともか、七海ゆあ、篠崎みお、水城りの、水城奈緒、泉ののか、藤波さとり、本真ゆり、香椎りあ、愛瀬美希
- 手コキの女王 〜手の中に出されたい私が居て、手の中に出したい貴方が居る〜（10月19日、SEX Agent）他出演:新村あかり、玉木くるみ、吉川あいみ、橋本れいか、南なつき、五月女千夏
- M男大好き美少女の僕を手玉に取る羞恥責めと濃密ペニバン性交（12月25日、MEGAMI）

2019年
- 犯されまくって脳が蕩ける最高のM性感トリップ（1月13日、M男パラダイス）
- だんだん速くなるフェラチオ 〜欲しい気持ちが抑えられずにエスカレートする強力吸引〜（1月18日、SEX Agent）他出演:玉木くるみ、阿部乃みく、吉川あいみ、西原ゆう、日向うみ、橋本れいか、南なつき
- 見つめ合うねっとりフェラチオ 〜手の中に出されたい私が居て、手の中に出したい貴方が居る〜（10月18日、SEX Agent）他出演:春原未来、麻里梨夏、あおいれな、日向うみ、五月女千夏、南なつき、橋本れいか
- 心優しいSOD女子社員はユーザー様に頼まれたら誠心誠意を尽くして対応をしているのか こっそり検証!（2月7日、SODクリエイト）※「平崎瑛莉」名義　他出演:西条みのり、桜井美南、石田曜子
- 控え室で待機してたら女優に痴女の練習台にされてアナルまで犯された(嬉)!（3月7日、MEGAMI）他出演:一条綺美香、彩葉みおり、ましろ杏
- おじさま大好き 中年チ○ポを凄テクで完全制圧 制服痴女 ゆずちゃん（5月2日、MILK）
- イマドキ☆ぐうかわギャル女子●生 Vol.007（5月17日、BAZOOKA）他出演:渚みつき、有栖るる、冬愛ことね
- 院内男犯 患者が犯されまくる快楽責め調教クリニック（5月19日、MEGAMI）
- Men's乳首 クリトリス化計画（5月25日、M男パラダイス）
- 痴女歯科衛生士のゴム手袋手コキマゾ射精CLEANING!（6月7日、MEGAMI）他出演:早川瑞希、香苗レノン、衣織
- 最高級ラグジュアリーオリエンタルスパ Vol.001（6月14日、BAZOOKA）他出演:姫野かんな、あゆみ莉花、滝本エレナ
- ゲリラ手コキ 〜なんの前触れもなく突然襲い掛かる手コキの嵐、その時あなたは〜（6月25日、SEX Agent）他出演:紺野ひかる、浜崎真緒、知花みく、小日向まい、七海ゆあ、松下ひな、星咲マイカ、五月女千夏
- 制服待ち合わせデリヘル 素股中にヌルっと挿入 そのまま生中出し Vol.005（7月12日、BAZOOKA）他出演:渚みつき、泉りおん、茜麻衣子
- パパ活だけのつもりが妊活までさせられた女子●生 01（8月9日、宇宙企画）他出演:愛里るい、星宮あかり、夢咲ひなみ
- 働くSEXの天才。 Vol.001（8月9日、S級素人）他出演:松永さな、音羽美玲

「有咲いちか」名義
2019年
- 神パンスト 制服ロリ美少女の美脚を包んだ生ナマしいパンストを完全着衣でムレた足裏からつま先を味わい尽くす! 顔騎や足コキ、時には中出し時にはお尻にコスってぶっかけとやりたい放題! 発情させられた女の変態調教絶頂プレイを楽しむフェチAV（7月11日、親父の個撮）
- 一般男女モニタリングAV しごいてしゃぶってヌキまくり!! 渋谷のギャル女子大生が無数に生えた壁ち○ぽの即ヌキに挑戦! フル勃起ち○ぽに囲まれ「ち○ぽの数…やばwww」とはしゃぎながらもオマ○コが濡れてしまったパリピ女子はザーメンまみれでノンストップ射精SEX! 総発（9月7日、ディープス）※「みさと」名義　他出演:じゅり、ありさ、あゆ
- 入院した病院は『ウルトラクールビズ!』 ナースも先生もおへそ丸出し!パンチラしまくり!おっぱいも半分見えちゃってる超ミニミニ白衣でフル勃起必至の入院生活!（10月19日、ゴールデンタイム）共演:富田優衣、桜庭ひかり、新村あかり、沖田里緒

### アダルトVR
「白咲ゆず」名義
2017年
- VR新妻フェッチ（8月1日、虎丸 フェッチ）※VR-1グランプリ（2017） エントリー作品
- 激イキ汗だく生中出しSEX お尻オシ!バージョン（10月28日、ブイワンVR）
- 僕のカノジョは白咲ゆず（10月31日、TMA）
- ヌルヌルローション手コキSPECIAL（11月25日、ブイワンVR）他出演:佐々波綾、夏樹まりな、双葉良香、香苗レノン

2018年
- 完全撮り下ろし 極上女優達のオナニーサポートでチンポ休む暇なし! 見つめながらの濃厚フェラ&激ヤバ手コキでイカセてあげる（6月30日、ブイワンVR）他出演:夏樹まりな、篠田ゆう、一条綺美香、小枝成実
- “超”没入性感エステ vol.21（10月12日、CASANOVA）
- 裏オプ全部のせ! J●リフレで現役女子●生にナマ中出し!（10月30日、宇宙企画VR）
- なんでも言う事聞いてあげる♥ ラブラブ彼女と一日中じっくりイチャイチャ密着ヌプヌプ大量ナカ出ししまくりSEX!!（11月22日、KMPVR）

2019年
- リピーター続出! イキすぎた性的サービスで固定客を大量確保する女達（4月26日、CASANOVA）他出演:宮崎あや、阿部乃みく、泉ののか、日向うみ
- ハズレ無し デリヘルスペシャル（5月17日、CASANOVA）他出演:竹内真琴

### イメージDVD
「有咲いちか」名義
- Ichika 始まる予感（2019年11月21日、REbecca）

## 出演

### テレビ
- ビ〜チ9（2017年3月、テレビ埼玉） - マンスリーゲスト
- 男のザップ 生イキ! ジャンポケクルーズ（2016年12月8日、BSスカパー!）

### ウェブテレビ
- タベドリ（2018年10月22日 - 11月6日、AbemaTV）